# Hernádkak
Hernádkak is een plaats (község) en gemeente in het Hongaarse comitaat Borsod-Abaúj-Zemplén. Hernádkak telt 1559 inwoners (2001).